# Krtinska
Krtinska (srbsky Кртинска) je vesnice ve střední části Srbska, z administrativního hlediska spadající pod opštinu Obrenovac a hlavní město Bělehrad. Rozkládá se západně od Obrenovace, v blízkosti řeky Sávy a elektrárny Nikola Tesla A.
V roce 2011 zde žilo 1085 obyvatel. Z národnostního hlediska jsou z 96 procent srbské národnosti. Počet obyvatel vesnice v posledních sedmdesáti letech stagnuje a příliš se nemění.
Vesnice má své fotbalové hřiště. Obklopují ji pole, místo lužních lesů na břehu řeky Sávy se zde ale nachází odkaliště a prostory nedaleké elektrárny. Vesnice se dělí na dvě části: Malou Krtinskou a Bregulice.
Vesnice stojí stranou významných dopravních tahů. Z jižní strany ji obchází dálkové vedení vysokého napětí ze zmíněné elektrárny.